# ويليام زالومون
ويليام زالومون (بالإنجليزية: William Salomon)‏ هو شخصية أعمال أمريكي، ولد في 2 أبريل 1914، وتوفي في 7 ديسمبر 2014.